# 科雷古-杜欧鲁
科雷古-杜欧鲁是巴西戈亚斯州的一个市镇。总面积462.302平方公里，总人口2739人，人口密度5.9人/平方公里。